# Music for Psychedelic Therapy
Music for Psychedelic Therapy è il sesto album in studio del musicista britannico Jon Hopkins, pubblicato il 12 novembre 2021 dalla Domino Records.

## Tracce
Musiche di Jon Hopkins, eccetto dove indicato.

### CD
1. Welcome (with 7Rays) – 6:22 (musica: Jon Hopkins, 7Rays)
2. Tayos Caves, Ecuador I – 6:15
3. Tayos Caves, Ecuador II – 5:07
4. Tayos Caves, Ecuador III – 7:39
5. Love Flows Over Us in Prismatic Waves – 6:52
6. Deep in the Glowing Heart – 8:51
7. Ascending, Dawn Sky (with 7Rays) – 9:22 (musica: Jon Hopkins, 7Rays)
8. Arriving (with 7Rays) – 4:35 (musica: Jon Hopkins, 7Rays)
9. Sit Around the Fire (with Ram Dass, East Forest) – 8:22 (testo: Ram Dass – musica: Jon Hopkins, East Forest)

Traccia bonus nell'edizione giapponese
1. 1/2 Singing Bowl (Ascension) - Excerpt – 4:30

### LP
Lato A
1. Welcome (with 7Rays) – 6:22 (musica: Jon Hopkins, 7Rays)
2. Love Flows Over Us in Prismatic Waves – 6:52
3. Deep in the Glowing Heart – 8:51

Lato B
1. Tayos Caves, Ecuador – 19:01

Lato C
1. Ascending, Dawn Sky (with 7Rays) – 9:22 (musica: Jon Hopkins, 7Rays)
2. Arriving (with 7Rays) – 4:35 (musica: Jon Hopkins, 7Rays)
3. Sit Around the Fire (with Ram Dass, East Forest) – 8:22 (testo: Ram Dass – musica: Jon Hopkins, East Forest)

Lato D
1. Singing Bowl (Ascension) – 20:53

## Formazione
- Jon Hopkins – strumentazione, produzione, registrazione, missaggio
- Cherif Hashzume – registrazione
- Mark Sutherland – registrazione
- Guy Davie – mastering
- 7Rays – strumentazione aggiuntiva (tracce 1, 7 e 8)
- Mendel Kaelen – field recording (tracce 2-4)
- Emma Smith – strumenti ad arco (tracce 2-4)

## Classifiche
| Classifica (2021)         | Posizione massima |
| ------------------------- | ----------------- |
| Belgio (Fiandre)          | 145               |
| Germania                  | 72                |
| Regno Unito (independent) | 8                 |